# Aristotelina
La aristotelina (C20H26N2) es un alcaloide indólico presente en la Aristotelia chilensis (Molina) Stuntz, (Elaeocarpaceae).
Otras especies que contienen aristotelina: 
- Aristotelia peduncularis
- Aristotelia serrata
- Aristotelia australasica
- Aristotelia chilensis (Molina)
- Aristotelia fruticosa

## Fuente natural
La aristotelina es un compuesto presente principalmente en las hojas de la Aristotelia chilensis, un arbusto muy ramificado de 4 a 5 m, conocido comúnmente en Chile como “maqui”, “koelón”, “clon” o “queldón”, abunda en el matorral esclerófilo que crece en zonas húmedas de valles y montañas entre las latitudes 31°N y 40° S  de la familia Elaeocarpaceae, nativo de Chile. Los frutos y hojas de A. chilensis han mostrado una importante gama de propiedades biológicas que incluyen efectos antioxidantes,  antiinflamatorios,  y analgésicos. Los extractos de hojas se han utilizado en la medicina alternativa y folclórica debido a sus propiedades analgésicas y antiinflamatorias que se utilizan para aliviar las molestias orofaríngeas.
Además, es considerada una planta sagrada para el pueblo mapuche, siendo utilizada como símbolo sagrado durante todas las ceremonias religiosas. Al fermentar el jugo de los frutos, los mapuches producen una bebida alcohólica llamada “tecu” .

## Estructura química
La aristotelina es un alcaloide derivado de un núcleo indólico, que se encuentra presente en Aristoteliachilensis (Molina) Stuntz.

## Actividad farmacológica
La evidencia científica demuestra que la aristotelina tiene una actividad potente en el subtipo nAChR α3β4 (IC50 de 0,4 μM) lo que implica un potencial uso en adicción y depresión.
En línea con esto, se ha visto que presenta actividad sobre los receptores nicotínicos α3β4. Además, se observó que la aristotelina genera una mayor potencia inhibitoria que su referente comparativo del efecto antidepresivo, bupropión.
También se encuentra información en donde se evalúa el efecto del alcaloide indólico aristotelina (ARI), aislado de hojas de maqui, sobre la reactividad vascular de anillos aórticos aislados de ratas normotensas, en donde se indujo relajación (100 %).